# Quản Minh Cường
Quản Minh Cường (sinh ngày 26 tháng 6 năm 1969) là chính trị gia người Việt Nam, ông hiện là Bí thư Tỉnh ủy Cao Bằng. Ông nguyên là Phó Bí thư Tỉnh ủy Đồng Nai, Trưởng Đoàn ĐBQH Tỉnh Đồng Nai, Phó Trưởng Ban Tổ chức Trung ương.
Trình độ lý luận chính trị: Cao cấp
Trình độ chuyên môn: Tiến sĩ Luật, Cử nhân Cảnh sát

## Tóm tắt quá trình công tác
- 10/1986 - 6/1991: Học viên Khoa Cảnh sát hình sự, Khóa 12, Trường Đại học Cảnh sát nhân dân
- 7/1991 - 4/1994: Cán bộ Phòng Cảnh sát hình sự, Công an tỉnh Lào Cai
- 5/1994 - 10/1996: Cán bộ Phòng Cảnh sát Kinh tế, Công an tỉnh Lào Cai
- 11/1996 - 7/1998: Cán bộ Văn phòng Công an tỉnh Lào Cai
- 8/1998 - 8/1999: Cán bộ Phòng Tham mưu tổng hợp, Cục Tham mưu, Tổng cục Cảnh sát, Bộ Công an
- 9/1999 - 8/2003: Thư ký Phó Tổng cục trưởng Tổng cục Cảnh sát, Bộ Công an
- 9/2003 - 12/2004: Phó Trưởng phòng Phòng Khoa học-Pháp chế, Cục Tham mưu, Tổng cục Cảnh sát, Bộ Công an
- 1/2005 - 6/2006: Sỹ quan công an công tác biệt phái tại Vụ 4, Ban Bảo vệ Chính trị nội bộ Trung ương
- 7/2006 - 9/2007: Phó Vụ trưởng Ban Bảo vệ Chính trị nội bộ Trung ương
- 10/2007 - 12/2012: Phó Vụ trưởng Vụ Bảo vệ Chính trị nội bộ, Ban Tổ chức Trung ương
- 1/2013 - 12/2014: Vụ trưởng Vụ Bảo vệ Chính trị nội bộ, Ban Tổ chức Trung ương
- 1/2015 - 11/2019: Cục trưởng Cục Bảo vệ chính trị nội bộ, Ban Tổ chức Trung ương
- 11/2019 - 6/2020: Phó Trưởng ban Ban Tổ chức Trung ương
Ngày 6 tháng 7 năm 2020, ông được bổ nhiệm làm Phó Bí thư Tỉnh ủy Đồng Nai.
Ngày 20 tháng 7 năm 2021 ông trúng cử Đại biểu Quốc hội khóa XV đồng thời được bầu kiêm nhiệm Trưởng Đoàn ĐBQH tỉnh Đồng Nai.